# پیر لمنیه
پیر لمنیه (فرانسوی: Pierre Lemonnier‎؛ زاده ۱۶۷۵ درگذشته ۱۷۵۷) یک فیزیک‌دان اهل فرانسه بود.